# Hymenoloma tortifolium
Hymenoloma tortifolium là một loài Rêu trong họ Dicranaceae. Loài này được (Hook. f. & Wilson) Ochyra mô tả khoa học đầu tiên năm 2003.